# Staustufe Offenbach
Die Staustufe Offenbach bei Mainkilometer 38,51 ist eine Staustufe mit Schleuse. Sie liegt auf der Stadtgrenze zwischen Offenbach-Kaiserlei und Frankfurt-Ostend in Höhe des Frankfurter Osthafens.

## Technik

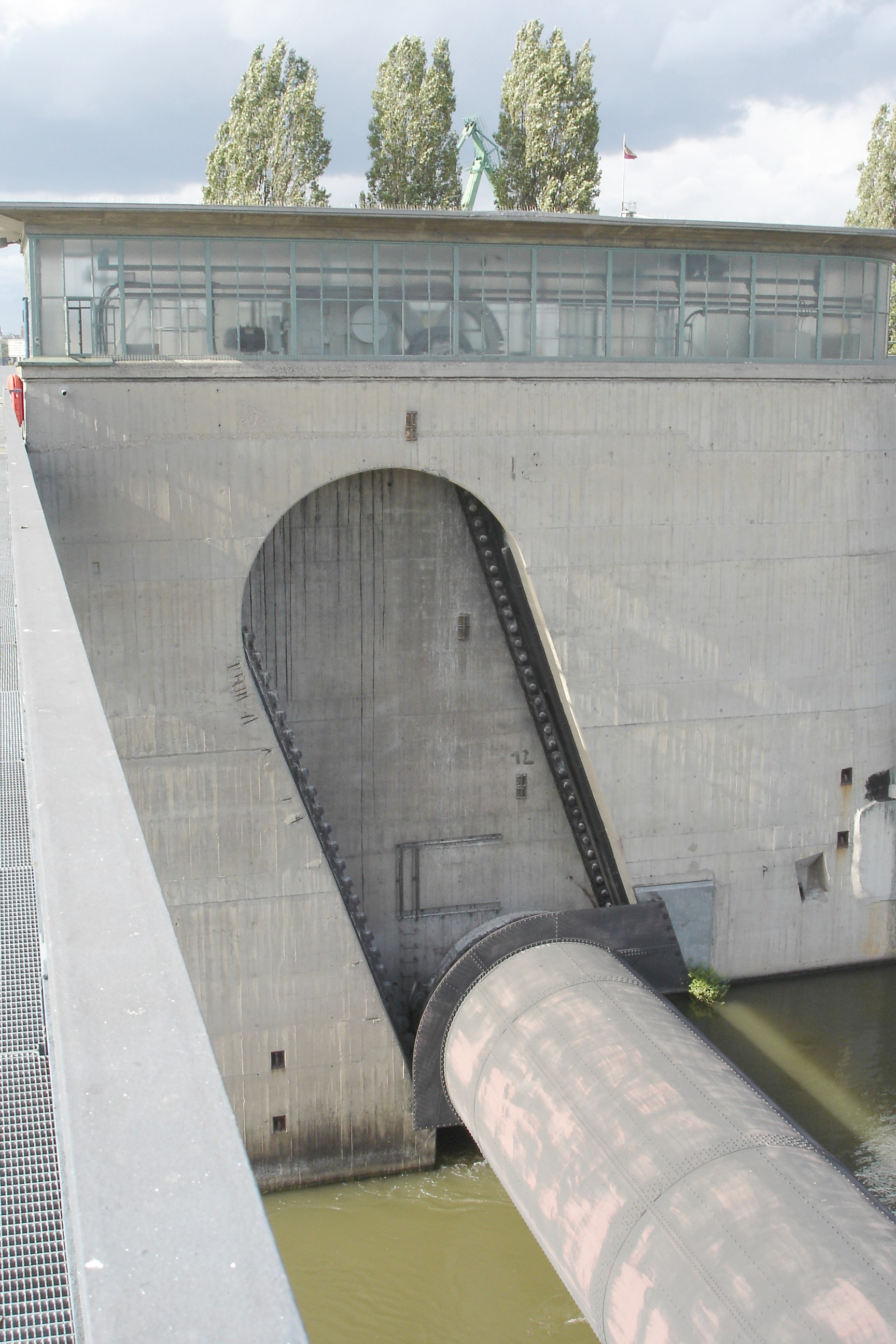
Hebemechanik

Die Staustufe Offenbach ist ein Walzenwehr mit zwei Stauwalzen und einer Stauklappe. Die Wehrbreite beträgt dreimal 44,50 Meter, die Fallhöhe 3,18 Meter bei Normalstau. Die Staustufe besitzt drei Schleusenkammern:
- die landseitige Südkammer mit 344,03 Metern nutzbarer Länge und 12,09 Metern nutzbarer Breite, durch ein drittes Schleusentor teilbar,
- die Nordkammer mit 230,07 Metern nutzbarer Länge und 13,05 Metern nutzbarer Breite,
- eine stromseitige Bootsschleuse mit 20,35 Metern nutzbarer Länge und 3,50 Metern nutzbarer Breite.

Der Main ist in die europäische Wasserstraßenklasse Vb eingestuft und für Schiffe bzw. Schubverbände mit einer Länge von 185 Metern und einer Breite von 11,45 Metern befahrbar. Die Fahrrinne ist ganzjährig mindestens 2,90 Meter tief.
Die Wasserkraft des Mains wird durch zwei Kaplan-Rohrturbinen zur Stromerzeugung in einem Laufwasserkraftwerk genutzt. Es hat eine Nennleistung von 4.100 Kilowatt bei einem Ausbaudurchfluss von 180 m³/s und dient zur Deckung der Grundlast. Die Anlagen im Generatorenhaus verrichten eine Regelarbeit von jährlich 22,7 Millionen Kilowattstunden.
Fußgänger können die Staustufe auf einem drei Meter breiten Stahlsteg überqueren, der auf den Wehrpfeilern aufliegend den Main überspannt.
Die Staustufe ist mit einer Fischtreppe ausgestattet, deren Platzierung allerdings nicht mehr dem heutigen Wissensstand entspricht, da die Fische sich aufgrund der Strömung am auf der gegenüberliegenden Mainseite liegenden Kraftwerksauslauf sammeln und so die Fischtreppe nur sehr schlecht finden.

## Geschichte
Der Unterlauf des Mains zwischen der Mündung und Frankfurt wurde 1883 bis 1886 kanalisiert, um den flachen Main für die immer größer werdenden Rheinschiffe befahrbar zu machen. In Mainz-Kostheim, Flörsheim am Main, Okriftel, Höchst und Niederrad entstanden fünf Nadelwehre mit einfachen Schleusenkammern, um die mittlere Fahrwassertiefe auf 2,20 Meter anzuheben. Gleichzeitig wurde der Frankfurter Westhafen mit einem für die Rheinschiffe geeigneten Hafenbecken angelegt. Ab 1927 wurden die Nadelwehre durch drei leistungsfähigere Walzenwehre in Kostheim, Eddersheim und Griesheim mit größeren Schleusenanlagen ersetzt, um das gestiegene Verkehrsaufkommen auf dem Main zu bewältigen.
Um die Kanalisierung des Mains bis Offenbach am Main voranzutreiben, wurde die Staustufe Offenbach in den Jahren 1898 bis 1900 als Nadelwehr erbaut. Sie hatte ein Schleusenbecken und eine Floßrutsche. Pläne der Reichswasserstraßenverwaltung aus dem Jahr 1930, das Nadelwehr ebenfalls durch ein Walzenwehr und neue Schleusenkammern zu ersetzen, wurden 1938 aus finanziellen Erwägungen zurückgestellt. Erst in den Jahren 1949 bis 1953 wurde die Offenbacher Staustufe umgebaut, die Einweihung fand im Juni 1953 statt. Im Jahr 1957 wurde die Anlage noch einmal um eine „Selbstfahrerschleuse“ und eine Bootsschleuse erweitert. Die Bootsschleuse konnte allerdings erst 1967 nach Senkung ihrer Einfahrtsschwelle unter den Spiegel des Oberwassers in Betrieb gehen.
Im Rahmen weiterer Ausbaumaßnahmen der Wasserstraße Main, die ab Mitte der 1980er auch den Abriss der oberhalb des Mainbogens gelegenen Staustufe Mainkur und den Neubau der Staustufe zwischen Hanau-Kesselstadt und Mühlheim am Main einschloss, wurde die Offenbacher Staustufe noch einmal leistungsfähiger gemacht. Der Stau wurde um 0,95 Meter auf 3,18 Meter Fallhöhe erhöht, um die nun in Mainkur wegfallenden 2,35 Meter Stau aufzufangen.
In den letzten Jahren wurden an der Staustufe umfangreiche Sanierungsmaßnahmen durchgeführt.
Die Staustufe ist Teil des Projektes Route der Industriekultur Rhein-Main im Abschnitt Offenbach.

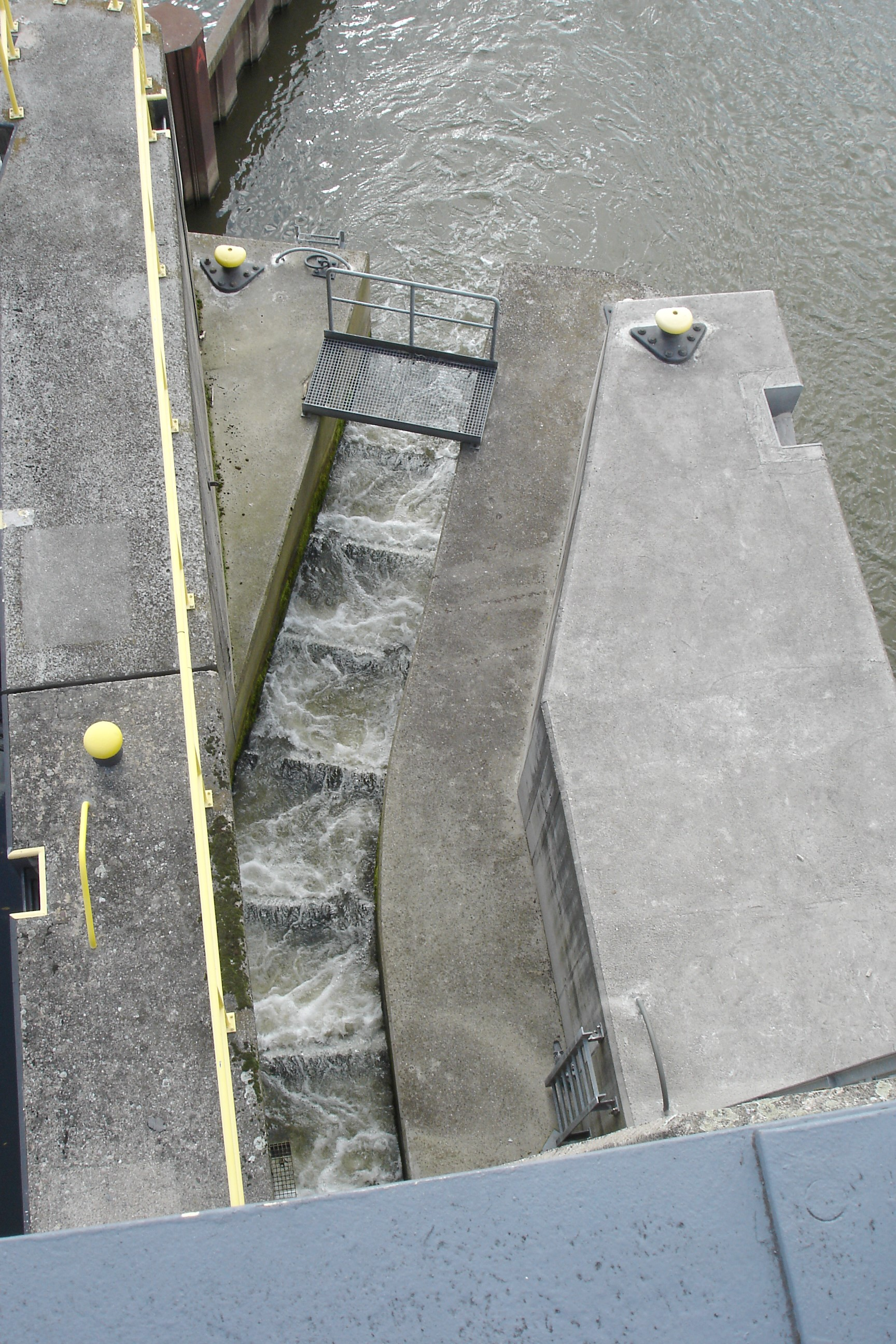
Fischtreppe
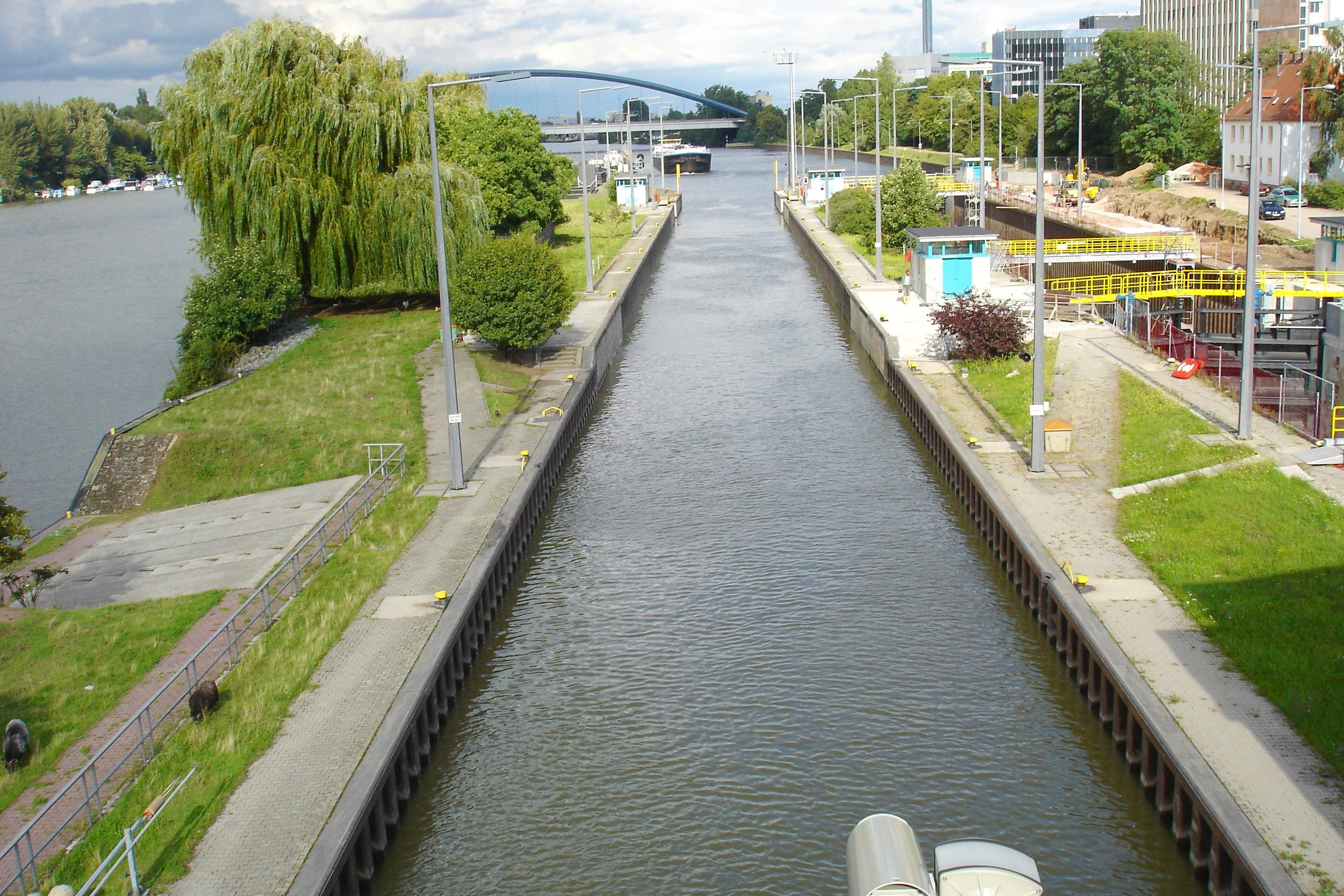
Oberwasser
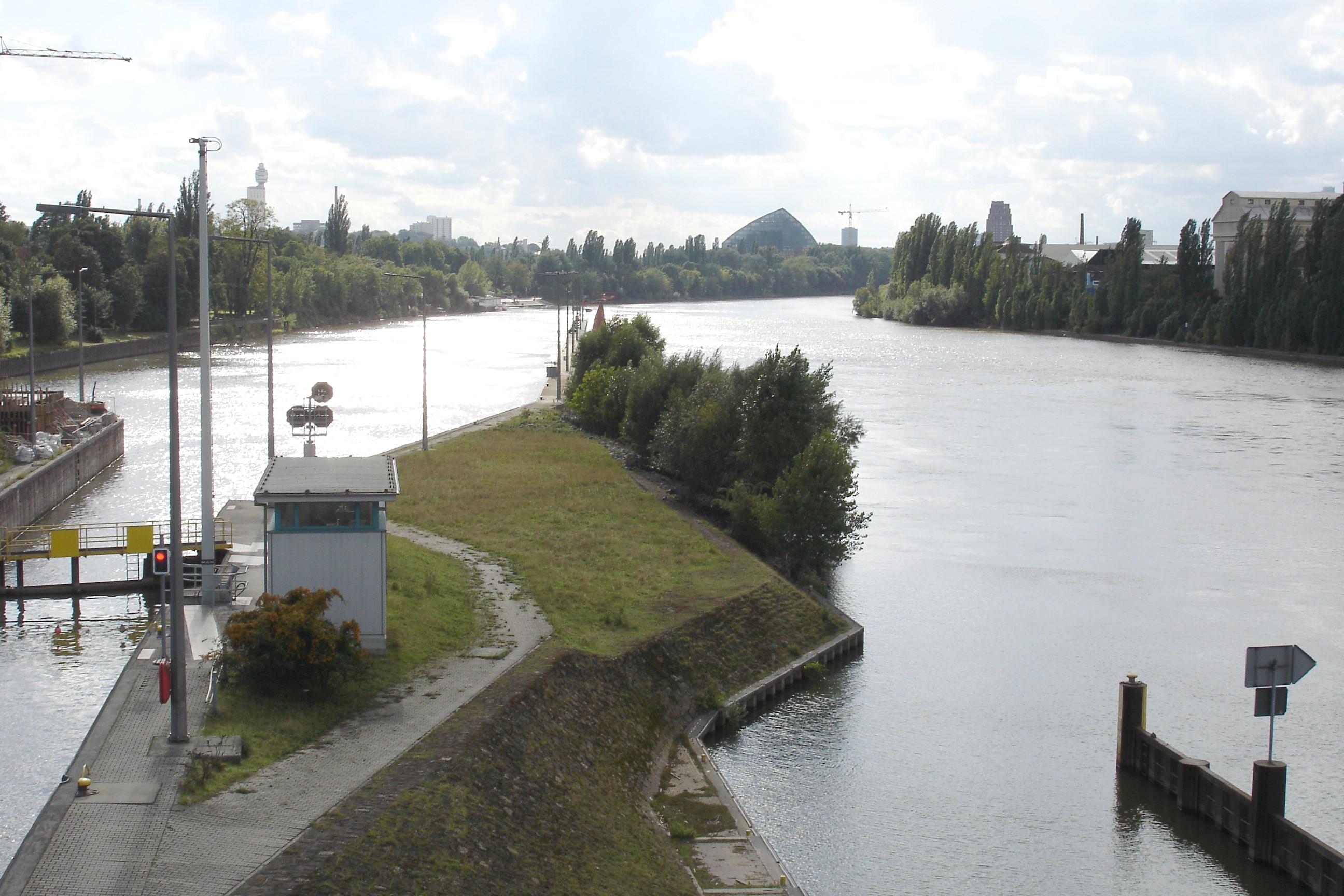
Unterwasser